# Monestier-Port-Dieu
Monestier-Port-Dieu (Monestièr e Port Dieu auf Okzitanisch) ist eine französische Gemeinde mit 133 Einwohnern (Stand 1. Januar 2022) im Département Corrèze in der Region Nouvelle-Aquitaine.

## Geografie
Die Gemeinde liegt im Zentralmassiv am westlichen Ufer der Dordogne, an der Mündung des Flusses Dognon in den Stausee von Bort-les-Orgues, unweit zur Grenze zum Département Puy-de-Dôme.
Tulle, die Präfektur des Départements, liegt ungefähr 90 Kilometer südwestlich, Ussel etwa 20 Kilometer nordwestlich und Bort-les-Orgues rund 17 Kilometer südlich.
Nachbargemeinden von Monestier-Port-Dieu sind
- Confolent-Port-Dieu im Norden,
- Labessette im Osten,
- Beaulieu im Südosten,
- Sarroux-Saint Julien mit Sarroux im Süden und Saint-Julien-près-Bort im Südwesten,
- Thalamy im Westen.

### Verkehr
Der Ort liegt ungefähr 19 Kilometer südöstlich der Abfahrt 24 der Autoroute A89.

## Wappen
Beschreibung: In Silber ein roter Balken mit je drei schwarzen Merletten.

## Einwohnerentwicklung
| Jahr      | 1962 | 1968 | 1975 | 1982 | 1990 | 1999 | 2007 | 2017 |
| Einwohner | 183  | 203  | 155  | 153  | 143  | 116  | 124  | 103  |